# Tifinagh

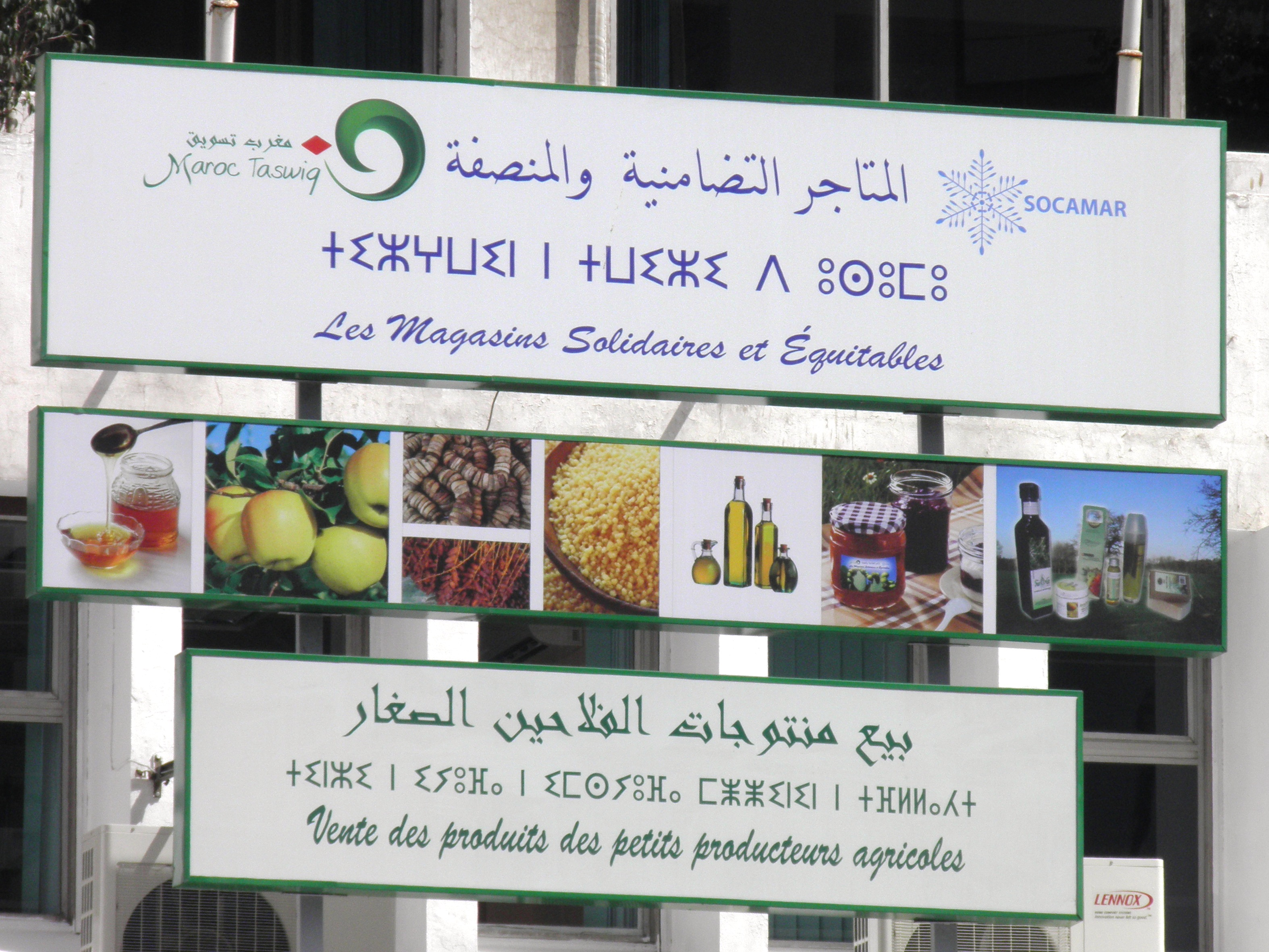
Acelaș text scris cu neo-tifinagh, abjadul arab și cu alfabetul latin (în franceză) pe un magazin marocan.

Tifinagh (pronunția berberă: [tifinaɣ]; uneori scris: Tifinaɣ în versiunea berberă a alfabetului latin; ⵜⵉⴼⵉⵏⴰⵖ în Neo-Tifinagh; ⵜⵉⴼⵉⵏⴰⵗ și ⵜⴼⵏ în scrierea tradițională tuaregă) este un abjad folosit pentru scrierea limbii berbere.
Un alfabet modern care derivă din scrierea tradițională, cunoscută și ca Neo-Tifinagh, a fost introdus în secolul al XX-lea.

## Origini
Se crede că tifinagh este sistemul de scriere descendent al scrierii antice libiene/libico-berbere, evoluția fiind neclară. Primele utilizări au fost găsite în apropierea de picturi rupestre și în morminte.

## Legături externe
- ancientscripts.com
- ennedi.free.fr
- fr  Ircam.ma, official website of the Royal Institute of the Amazigh Culture
  - Ircam – Online lessons in Amazigh and the Tifinagh alphabet Arhivat în 1 martie 2009, la Wayback Machine.
- omniglot.com
- Unicode character picker for Moroccan Tifinagh
- Tifinagh Font for Windows